# De arme jongen in het graf
De arme jongen in het graf is een sprookje uit Kinder- und Hausmärchen met volgnummer KHM185, opgetekend door de gebroeders Grimm. De oorspronkelijke naam is Der arme Junge im Grab.

## Het verhaal
Een herdersjongen is wees geworden en de overheid heeft hem bij een rijke boer geplaatst. De boer en boerin hebben geen goed hart en zijn gierig, de jongen krijgt weinig te eten en veel slaag. Op een dag moet hij op de kloek met kuikentjes passen en ze wordt door een havik gegrepen. De jongen krijgt slaag en moet op de kuikentjes passen, hij bindt ze aan een touw. De havik grijpt één en de anderen hangen aan het touw en ze worden allemaal verslonden. De jongen ligt dagenlang op bed na het pak slaag en moet dan maar bode worden. Hij moet naar de rechter met een mand druiven en een brief, maar er ontbreken twee druiven. De jongen heeft ze opgegeten en de rechter schrijft een brief aan de boer, waarin hij om nog eens zoveel druiven vraagt. Ook die druiven moet de jongen brengen, met een nieuwe brief.
De jongen gaat op de brief zitten, zodat die niet kan zien hoeveel druiven in de mand zitten. De rechter roept hem toch ter verantwoording en moet lachen als hij hoort wat de jongen heeft gedaan. Hij schrijft een brief aan de boer waarin hij vertelt dat de jongen het verschil tussen goed en kwaad moet leren en de jongen meer voedsel te geven. De jongen moet van de boer stro tot haksel snijden, de boer gaat met zijn vrouw naar de jaarmarkt. De jongen krijgt het warm door het zware werk en doet zijn jasje uit. Hij hakt per ongeluk zijn jasje fijn en hij wil een einde aan zijn leven maken om aan de gevreesde straf te ontkomen.
De boerin heeft verteld over een pot met vergif onder haar bed en de jongen eet ervan. De pot zit echter vol met honing en de jongen begrijpt waarom de boerin naar de dood verlangt. Hij wordt sterker van de honing en de jongen pakt een flesje vliegengif uit de kast van de boer. Dit is echter Hongaarse wijn en de jongen drinkt het flesje leeg. Hij gaat naar het kerkhof en valt in een pas gedolven graf en raakt buiten westen. In de buurt wordt een bruiloft gevierd in een herberg en de jongen hoort de muziek. Hij denkt in het paradijs te zijn aangeland en wordt niet meer wakker. De boer hoort dat de jongen is gestorven en is bang voor het gerecht gesleept te worden. De vrouw komt met een pan met reuzel aangelopen, maar de pan raakt in brand. Het huis brandt af en de jaren erna is het echtpaar vol gewetenswroeging en leeft in armoe.

## Achtergronden bij het sprookje
- Het sprookje komt uit Büchlein für die Jugend (1834) van Ludwig Aurbacher.
- De gebroeders Grimm verwezen naar Hans in der Schule uit Großmütterchen.
- Het verhaal is al bekend uit een grappenverzameling uit de zestiende eeuw.
- Vergelijk Meester Priem (KHM178).